# Mecistocephalus itayai
Mecistocephalus itayai är en mångfotingart som beskrevs av Masatoshi Takakuwa 1939. Mecistocephalus itayai ingår i släktet Mecistocephalus och familjen storhuvudjordkrypare. Inga underarter finns listade i Catalogue of Life.